# Psykedelisk rock
Psykedelisk rock är en typ av rockmusik. Musiken är influerad av psykedelisk kultur som syftar till att replikera och höja sinnesförändrande upplevelser av psykedeliska droger och hallucinogener. Stilen använder ofta nya inspelningstekniker och effekter som bygger på icke-västerländska källor, såsom raga och bordun från den indiska musiken, och är rent strukturmässigt mer åt frijazz-hållet, jämfört med den mer traditionella låtstrukturer hos rock- och popmusik.
Pionjärer var grupper som The Beatles, The Byrds och The Yardbirds. Under mitten av 1960-talet växte den nya genren fram i samband med folkrock- och bluesrockband i Storbritannien och USA, däribland Grateful Dead, Jefferson Airplane, The Jimi Hendrix Experience, Cream, The Doors och Pink Floyd. Genren hade sin höjdpunkt mellan 1967 och 1969 med festivalerna Summer of Love respektive Woodstockfestivalen.

## Kännetecken

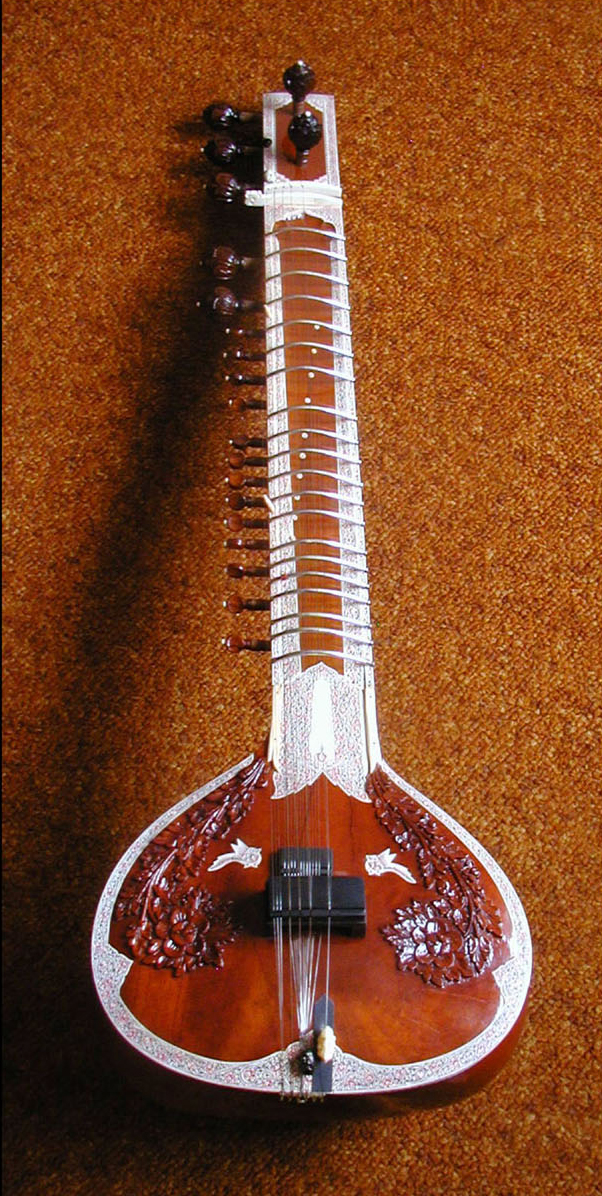
Sitar, ett traditionellt indiskt instrument.

Som musikstil försökte psykedelisk rock att efterlikna och upphöja effekten av psykedeliska droger och hallucinogener, genom att använda ny elektronik och effekter, utsvävande instrumentsolon och improvisation. Stilen blandade in en mer exotisk instrumentering jämfört med mycket annan västerländsk musik, huvudsakligen med instrument från Indien och Mellanöstern. Några breda kännetecken inkluderar:
- Elgitarrer med olika effektpedaler, så som wah-wah och Fuzzbox;[2]
- Detaljerade studioeffekter, till exempel gömda meddelanden som endast kan höras om inspelningen spelas baklänges, olika delay-effekter och progressiv panorering.;[3]
- Komplexa och progressiva låtstrukturer, exempelvis förändringar i tempo och tonart;
- Långa och utsvävande improvisationer och solon;[4]
- Låttexter som direkt eller indirekt refererar till droger
- Stor användning av olika klaviaturinstrument, i synnerhet elektriska orglar;
- Elektroniska instrument, i stor utsträckning synthesizers och thereminer;[5][6]

## Historik

### Ursprung
Den psykedeliska rocken föddes i Storbritannien och USA under mitten av 1960-talet, och beskrivs ofta som ett resultat av The Beatles enorma genomslag i USA, den relativt nya drogen LSD, och ett växande intresse för musik ifrån Asien och Mellanöstern. Tillsammans skapande detta en ny form av elektrisk musik, som gjorde succé hos den kraftigt ökande hippiekulturen.
Bob Dylan och The Beatles var två av de mest framgångsrika akterna under 1960-talet, och var även bland de första med att implementera drogreferenser i deras låttexter. Efter att ha introducerats till cannabis av Dylan så började The Beatles att experimentera med LSD. Under denna period så ändrades gruppens sound något, och allt mer effekter och icke-traditionella instrument, som senare blev karaktäristiska för det psykedeliska soundet, kunde höras på inspelningarna, exempelvis det indiska instrumentet sitar som finns med i låten "Norwegian Wood (This Bird Has Flown)" från 1965, och inspelningar som spelas upp baklänges på deras B-sida "Rain" från 1966.
Termen "psykedelisk" myntades 1957 av psykiatern Humphry Osmond  som en alternativ benämning för hallucinogener inom psykoterapin. Det första bandet som marknadsförde sig själva som psykedelisk rock var 13th Floor Elevators från Texas, USA, i slutet av 1965. I en tidningsartikel om bandet i tidningen Austin American Statesman beskrevs gruppen som "unik, psykedelisk rock", och kort därefter släpptes deras album The Psychedelic Sounds of the 13th Floor Elevators.
Genren benämndes ofta som "acid rock", och namnet kom från slangordet för LSD, "acid", eller "syra" på svenska.[källa behövs] Kombinationen av droger, låttexter, och den musikaliska och visuella stilen sammanfattades som "acid rock", och blev senare allmänt känt som "psykedelisk rock". "Acid rock" blev senare sett som en subgenre till Psykedelisk rock, och beskrevs som mer högljudd och med mer distorsion än den psykedeliska genren.

### Genrens höjdpunkt

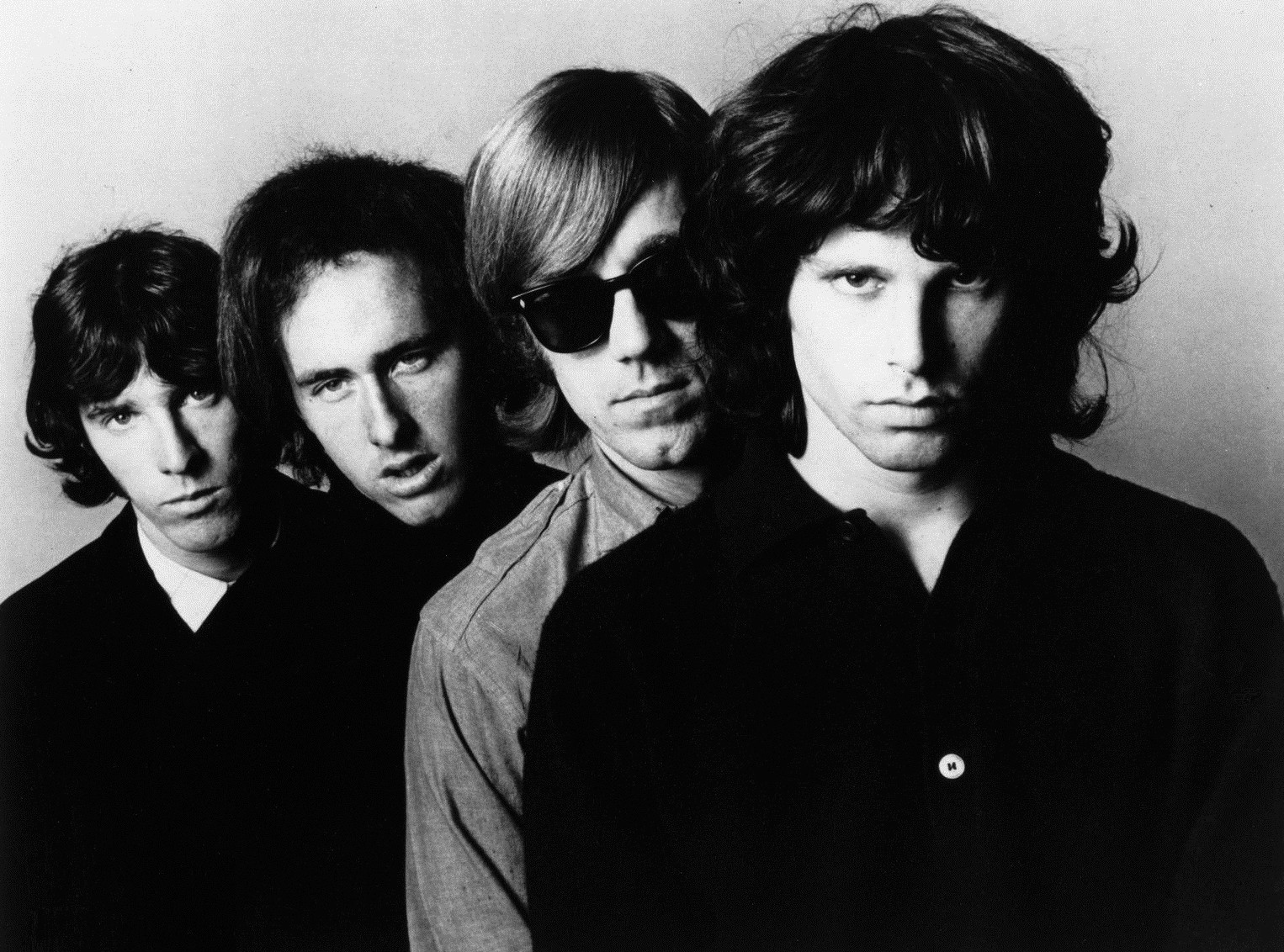
The Doors 1966.

Psykedelisk rock nådde sin höjdpunkt under slutet av 1960-talet. The Beatles album Sgt. Pepper's Lonely Hearts Club Band, som släpptes 1967, anses av många vara både gruppens och genrens psykedeliska definition. Andra stora band och artister följde deras exempel, och Pink Floyd släppte debutalbumet The Piper at the Gates of Dawn, som många ser som deras mest lyckade psykedeliska album. 1967 var "the summer of love" i USA, och staden San Francisco hade kommit att bli något av en medelpunkt för den psykedeliska rörelsen, och hippiekulturen. I distriktet Haight-Ashbury ökade antalet invånare från 15.000 till 100.000 under 1967, och tack vare den drastiska ökningen fick musikbranschen ett lyft, både när det gällde live-konserter och skivförsäljning. Artister som Janis Joplin och Jimi Hendrix växte enormt i popularitet, och nya, tidigare osignade band, fick en chans att nå ut till en stor publikskara. Bandet "The Doors", som sen har blivit bland de största ikonerna inom genren, släppte sitt självbetitlade debutalbum, Deras första singel "Light My Fire" blev, trots sina sju minuter, en enorm hit, och albumet blev för många en slags definition för genren.
Den psykedeliska rocken nådde sitt klimax 1969, under den rekordstora Woodstockfestivalen. Genren fick också visst erkännande i andra, mer glamourösa sammanhang, exempelvis i Hollywood. Filmen "Easy Rider" från 1969 använde sig av psykedelisk rock till filmens soundtrack, exempelvis bandet Steppenwolfs låt "Born to Be Wild", från 1968.

### Genrens nedgång
Vid slutet av 1960-talet och början av 1970-talet började genrens popularitet sjunka. Drogen LSD illegaliserades i Storbritannien och USA 1966. Dessutom avled många av genrens största artister och ikoner, exempelvis Jim Morrison från The Doors, Jimi Hendrix och Janis Joplin, under kort tid, majoriteten på grund av drogöverdos. Detta ledde till att många band splittrades, och de band som överlevde mötte en allt större drog-skepticism hos allmänheten. Detta fick många akter att gå tillbaka till en mer traditionell typ av rock, och senare även progressiv rock. 

## Relaterade genrer
Allteftersom genren fick ett kommersiellt genombrott hos en bredare publik, mycket på grund av The Beatles, så började psykedeliska inslag dyka upp inom andra genrer, bland annat inom popmusiken. Man började använda sig av effekter som var karaktäristiska för psykedelisk musik, exempelvis fuzz-gitarrer och icke-västerländska instrument såsom sitar. Även låttexterna förändrades, och drog mer åt det otydliga, mystik-influerade hållet som utmärker psykedelisk musik.
Beach Boys var bland de första med att blanda pop och psykedelisk rock med deras singel "Good Vibrations". Fler artister följde deras exempel, såsom den skotske folkmusikern Donovan, och den amerikanska pop/rock-gruppen The Monkees.
Psykedelisk rock började även att influera den afro-amerikanska musikkulturen, huvudsakligen motown, och resulterade så småningom i en egen genre, psykedelisk soul, som var mer politiskt inriktad än huvuddelen av den psykedeliska rockkulturen.

## Exempel på psykedelisk rock-låtar
- "Somebody to Love" - Jefferson Airplane
- "Casey Jones" - Grateful Dead
- "Sunday Morning" - Velvet Underground
- "See Emily Play" - Pink Floyd
- "Hey Joe" - The Jimi Hendrix Experience

## Artister och band inom genren (urval)
Följande akter ses vara betydelsefulla inom genren.
| Artist/Band                       | Aktiva År             | Relaterade Genrer |
| --------------------------------- | --------------------- | --- |
| Pink Floyd                        | 1960-talet–2010-talet | Album Rock, Art Rock, British Psychedelia, progressiv rock, psykedelisk musik/garagerock, Mixed Media, hårdrock                                                                                       |
| The Doors                         | 1960-talet–1970-talet | Album Rock, hårdrock, psykedelisk/garagerock, Contemporary Pop/Rock, Rock'n'roll, Proto-Punk, AM Pop                                                                                                  |
| Jefferson Airplane                | 1960-talet–1980-talet | Album Rock, Folk-Rock, psykedelisk/garagerock, Contemporary Pop/Rock, hårdrock, AM Pop |
| The 13th Floor Elevators          | 1960-talet            | Garage Rock, psykedelisk/garagerock |
| Jimi Hendrix                      | 1960-talet–1970-talet | Album Rock, Blues-Rock, hårdrock, psykedelisk/garagerock, Acid Rock,Psychedelic Soul, Soul |
| Grateful Dead                     | 1960-talet–1990-talet | Country-Rock, Jam Bands, Rock & Roll,Psychedelic, psykedelisk/garagerock, Album Rock, Folk-Rock |
| The Byrds                         | 1960-talet–1990-talet | Country-Rock, Folk-Rock, psykedelisk/garagerock, AM Pop,Contemporary Pop/Rock, Folk-Pop |
| Cream                             | 1960-talet–2000-talet | Blues-Rock, British Blues, British Psychedelia, hårdrock, psykedelisk/garagerock, Regional Blues |
| Syd Barrett                       | 1960-talet–1970-talet | British Psychedelia, Psychedelic Pop, psykedelisk/garagerock, Art Rock, Folk-Rock |
| Santana                           | 1960-talet–2010-talet | Album Rock, Blues-Rock, Fusion, hårdrock, Latin Rock, psykedelisk/garagerock, Contemporary Pop/Rock, Jazz-Rock                                                                                        |
| Spirit                            | 1960-talet–1980-talet | Art Rock, Prog-Rock, psykedelisk/garagerock, Contemporary Pop/Rock |
| The Yardbirds                     | 1960-talet–2010-talet | Blues-Rock, British Blues, British Invasion,British Psychedelia, psykedelisk/garagerock, Regional Blues, Rock'n'roll                                                                                  |
| Donovan                           | 1960-talet–2010-talet | British Invasion, British Psychedelia, Folk-Rock, Psychedelic Pop, psykedelisk/garagerock, British Folk,Singer/Songwriter                                                                             |
| The Chocolate Watchband           | 1960-talet            | Garage Rock, Psychedelic/Garage, Rock & Roll |
| The Beatles                       | 1960-talet            | British Invasion, British Psychedelia,Contemporary Pop/Rock, Early Pop/Rock,Merseybeat, psykedelisk/garagerock, Rock'n'roll, AM Pop, Folk-Rock                                                        |
| The Lovin' Spoonful               | 1960-talet–1990-talet | Folk-Rock, psykedelisk/garagerock, AM Pop,Contemporary Pop/Rock |
| The Zombies                       | 1960-talet–2010-talet | British Invasion, AM Pop, Baroque Pop,Contemporary Pop/Rock, Psychedelic Pop, psykedelisk/garagerock, British Psychedelia                                                                             |
| Small Faces                       | 1960-talet–1970-talet | British Invasion, British Psychedelia, Mod, psykedelisk/garagerock, AM Pop |
| Captain Beefheart                 | 1960-talet–1980-talet | Alternative/Indie Rock, Blues-Rock,Experimental, Experimental Rock, Proto-Punk, Art Rock, psykedelisk/garagerock                                                                                      |
| Procol Harum                      | 1960-talet–2010-talet | Art Rock, British Psychedelia, Prog-Rock, psykedelisk/garagerock, AM Pop, Jazz-Rock |
| The Creation                      | 1960-talet–1980-talet | British Invasion, British Psychedelia,Freakbeat, Mod, psykedelisk/garagerock, Rock'n'roll |
| Quicksilver Messenger Service     | 1960-talet–2010-talet | Acid Rock, psykedelisk/garagerock |
| Moby Grape                        | 1960-talet–2010-talet | Rock & Roll, Country-Rock, Folk-Rock, psykedelisk/garagerock |
| Country Joe & the Fish            | 1960-talet–1970-talet | Psychedelic/Garage, Folk-Rock, Protest Songs |
| Timothy Leary                     | 1970-talet–1990-talet | Alternative Pop/Rock, Alternative/Indie Rock, Ambient, Club/Dance, psykedelisk/garagerock, Spoken Word                                                                                                |
| Roky Erickson                     | 1960-talet–2010-talet | Garage Rock, psykedelisk/garagerock, Rock'n'roll, Proto-Punk, Roots Rock |
| Soft Machine                      | 1960-talet–1980-talet | Art Rock, British Psychedelia, Canterbury Scene, Experimental, Jazz-Rock, psykedelisk/garagerock, Fusion, Modal Music                                                                                 |
| The Pretty Things                 | 1960-talet–2010-talet | British Invasion, British Psychedelia,Freakbeat, Hard Rock, Prog-Rock, psykedelisk/garagerock, Rock'n'roll,Regional Blues, Album Rock, British Blues                                                  |
| Big Brother & the Holding Company | 1960-talet–2010-talet | Blues-Rock, psykedelisk/garagerock, Acid Rock, Album Rock |
| The Rolling Stones                | 1960-talet–2010-talet | Album Rock, British Invasion,Contemporary Pop/Rock, hårdrock, Regional Blues, Rock'n'roll, British Psychedelia, psykedelisk/garagerock, Blues-Rock, British Blues, Dance-Rock, Early Pop/Rock, AM Pop |
| Blue Cheer                        | 1960-talet–2010-talet | Acid Rock, hårdrock, Heavy Metal, psykedelisk/garagerock, Blues-Rock |
| Iron Butterfly                    | 1960-talet–2010-talet | psykedelisk/garagerock, Acid Rock, Album Rock, Hard Rock, Heavy Metal |
| Vanilla Fudge                     | 1960-talet–2000-talet | Hard Rock, Psychedelic/Garage, Acid Rock, Prog-Rock |
| Kaleidoscope                      | 1960-talet–1990-talet | Blues-Rock, Country-Rock, Folk-Rock, psykedelisk/garagerock, Rock'n'roll |
| The Sonics                        | 1960-talet–2000-talet | Garage Rock, psykedelisk/garagerock, Rock'n'roll, Frat Rock |
| The Mamas and the Papas           | 1960-talet–1970-talet | AM Pop, Folk-Rock, psykedelisk/garagerock, Sunshine Pop |
| Van Morrison                      | 1950-talet–2010-talet | Album Rock, Blue-Eyed Soul, Folk-Rock,Jazz-Rock, psykedelisk/garagerock, Singer/Songwriter, Soul, Soft Rock,Contemporary Pop/Rock, Adult Contemporary, AM Pop, Celtic Rock                            |
| The Who                           | 1960-talet–2000-talet | Album Rock, British Invasion, British Psychedelia, Hard Rock, Mod, psykedelisk/garagerock, Rock'n'roll, AM Pop                                                                                        |
| Neil Young                        | 1960-talet–2010-talet | Album Rock, Country-Rock, Folk-Rock,Hard Rock, psykedelisk/garagerock, Singer/Songwriter, Contemporary Pop/Rock, Film Score                                                                           |
| Grace Slick                       | 1960-talet–2010-talet | Album Rock, Folk-Rock, psykedelisk/garagerock |
| Yes                               | 1960-talet–2010-talet | Album Rock, Art Rock, British Psychedelia, Prog-Rock, psykedelisk/garagerock, Contemporary Pop/Rock                                                                                                   |
| Roger McGuinn                     | 1960-talet–2010-talet | Country-Rock, Folk-Rock, psykedelisk/garagerock, Rock'n'roll, Singer/Songwriter |
| The Everly Brothers               | 1950-talet–2010-talet | Close Harmony, Country-Rock, Early Pop/Rock, Folk-Rock, psykedelisk/garagerock, Rock'n'roll, Rockabilly, AM Pop                                                                                       |
| John Stewart                      | 1960-talet–2000-talet | Adult Contemporary, Contemporary Folk,Folk-Rock, psykedelisk/garagerock, Singer/Songwriter, Soft Rock,Contemporary Pop/Rock                                                                           |
| David Crosby                      | 1960-talet–2010-talet | Contemporary Pop/Rock, Folk-Rock, psykedelisk/garagerock, Singer/Songwriter,Soft Rock, Folk-Pop |
| Richard Thompson                  | 1960-talet–2010-talet | British Folk, British Folk-Rock,Contemporary Folk, Folk-Rock, psykedelisk/garagerock, Singer/Songwriter                                                                                               |
| Roger Waters                      | 1960-talet–2010-talet | Album Rock, Arena Rock, Art Rock, Prog-Rock, psykedelisk/garagerock, Vocal Music,Folk-Rock, Keyboard                                                                                                  |